# Temporada 1977 del Campeonato Mundial de Rally
La temporada 1977 fue la 5º edición del Campeonato Mundial de Rally. Comenzó el 22 de enero en el Rally de Montecarlo y terminó el 4 de noviembre en el Rally de Gran Bretaña. Fue puntuable, al igual que en años anteriores para los constructores y se introdujo por primera vez la Copa FIA para pilotos (FIA Cup for Rally Drivers) que sería la predecesora del campeonato de pilotos.

## Desarrollo
En Montecarlo los Fiat abandonaron, el Lancia Stratos de Sandro Munari venció consiguiendo así su tercera victoria consecutiva en la prueba monegasca. Segundo fue Jean-Claude Andruet y tercero el español Antonio Zanini con un Seat 124. En Suecia fiasco para Fiat, Markku Alén volcó tras quedarse sin luces. La prueba sería para el Saab de Stig Blomqvist, acompañado en el podio por los Opel. El cuarto puesto de Simo Lampinen situaba a Fiat líder la clasificación. En Portugal, los Fiat no fallaron, y la prueba fue un duelo entre el vencedor Markku Alén y Ari Vatanen hasta que este se salió. En el duro Rally Safari, Fiat decidió mandar solo al Stratos que finalizó tercero. Solo terminaron doce coches. Fiat se situó empate a puntos con Ford, la cual al verse con opciones decidió mandar a Nueva Zelanda a Ari Vatanen, en contra de los planes iniciales. En el Rally de Nueva Zelanda, una dura prueba de seis días y 74 tramos, algunos con más de cien kilómetros, el finlandés realizó una carrera memorable: se salió en dos ocasiones perdiendo 32 minutos, consiguió remontar hasta la segunda plaza a tan solo 1'34' de Bachelli. Vatanen incluso llegó a superar a los tres Fiat en algún tramo, que salían antes que él. En Rally Acrópolis los Fiat rompieron los palieres, excepto Lampinen que llevaba el modelo viejo y resistió. Doblete para Ford con Waldegard y Roger Clark en el podio. En el Rally de Finlandia, Markku Alén que iba líder con su Fiat 131, rompió el motor. En el podio de nuevo los Ford tuvieron a dos pilotos, esta vez a Kyosti Hamalainen de primero y a Waldegard de tercero. El finlandés salonen que había fichado por Fiat, consiguió una segunda plaza que mantuvo a la marca con 94 puntos cerca del líder, Ford con 100. Para la prueba de Canadá, Fiat mandó a cinco pilotos entre el que se encontraba Walter Rohrl y Ford envió a Ari Vatanen y a Roger Clark. Vatanen se mantuvo líder casi toda la prueba hasta que a falta de cuatro tramos, rompió el encendido dando la victoria a Salonen, y el compañero de este Lampinen, arrebató la segunda plaza a Roger Clark.
En el Rally de San Remo, Munari rompió el motor y su compañero Carello se salió por culpa de la lluvia, cuando lideraba la prueba. Andruet, Verini y Tony coparon el podio con Waldegard en quinta posición. Fiat recuperó el liderato y en Córcega dictó sentencia. Para el Rally de Córcega, Ford solo envió a Jean Pierre Nicolas y a Russel Brookes que no tení experiencia en asfalto, esto sumado a la falta de asistencias provocaron que ambos pilotos se retiraran de la prueba. Munari por su parte volvió a salirse y Fiat y Lancia se alternaron en la prueba, donde Fiat se proclamaría campeona del mundo. En el Rally RAC, Ford volvió a dominar la prueba, con victoria para Bjorn Waldegard.

## Cambios y novedades
El Grupo Fiat igual que en las temporadas anteriores fue el único equipo en anunciar un programa completo. Ese año decidió jubilar el Lancia Stratos y competir con el Fiat 131 Abarth. A pesar de que Fiat era la favorita a llevarse el título, Ford con el Ford Escort RS1800 elaboró un programa más completo y terminó animándose a luchar por el título.

## Calendario
| N.º   | Fecha                   | Rally                  |
| ----- | ----------------------- | ---------------------- |
| 1     | 22 - 28 de enero        | Rally de Montecarlo    |
| 2     | 11 - 13 de febrero      | Rally de Suecia        |
| 3     | 1 - 6 de marzo          | Rally de Portugal      |
| 4     | 7 - 11 de abril         | Rally Safari           |
| 5     | 1 - 7 de mayo           | Rally de Nueva Zelanda |
| 6     | 28 de mayo - 3 de junio | Rally Acrópolis        |
| 7     | 26 - 28 de agosto       | Rally de Finlandia     |
| 8     | 14 - 18 de septiembre   | Rally de Quebec        |
| 9     | 4 - 8 de octubre        | Rally de San Remo      |
| 10    | 5 - 6 de noviembre      | Rally de Córcega       |
| 11    | 20 - 24 de noviembre    | Rally de Gran Bretaña  |
| [ 3 ] |                         |                        |

- El Rally de Marruecos desapareció por problemas económicos, y se incluyó el Rally Criterium de Quebec y el Rally de Nueva Zelanda, estrenándose en el mundial, consiguiendo así un calendario más internacional.[1]

### Puntuación
- Solo el mejor clasificado de cada equipo puntuaba. Cada constructor escogía los ocho mejores resultados.[1]

#### Puntuación global
| Posición | 1.º | 2.º | 3.º | 4.º | 5.º | 6.º | 7.º | 8.º | 9.º | 10.º |
| -------- | --- | --- | --- | --- | --- | --- | --- | --- | --- | ---- |
| Puntos   | 10  | 9   | 8   | 7   | 6   | 5   | 4   | 3   | 2   | 1    |
| [ 4 ]    |     |     |     |     |     |     |     |     |     |      |

#### Puntuación por grupo
| Posición   | 1.º | 2.º | 3.º | 4.º | 5.º | 6.º | 7.º | 8.º |
| ---------- | --- | --- | --- | --- | --- | --- | --- | --- |
| Puntos     | 8   | 7   | 6   | 5   | 7   | 3   | 2   | 1   |
| Referencia |     |     |     |     |     |     |     |     |

## Equipos
| Constructor | Vehículo           | Pilotos          |
| ----------- | ------------------ | ---------------- |
| Fiat        | Fiat 131 Abarth    | Fulvio Bachelli  |
| Fiat        | Fiat 131 Abarth    | Maurizio Verini  |
| Fiat        | Fiat 131 Abarth    | Markku Alén      |
| Fiat        | Fiat 131 Abarth    | Bernard Darniche |
| Opel        | Opel Kadet GT/E    | Walter Rohrl     |
| Ford        | Ford Escort RS1800 | Roger Clark      |
| Ford        | Ford Escort RS1800 | Ari Vatanen      |
| Ford        | Ford Escort RS1800 | Bjorn Waldegard  |
| Lancia      | Lancia Stratos     | Sandro Munari    |

- Fiat contaba además con Fiat-Francia, teniendo de pilotos a Jean-Claude Andruet y al importador finlandés con Timo Salonen y Simo Lampinen. Más adelante se reforzaría con Walter Rohrl.[1]

## Resultados

### Campeonato de Constructores
| Pos. | Constructor          | MON | SWE | POR | KEN | NZL | GRE  | FIN | ITA | CAN  | FRA | GBR | Puntos |
| ---- | -------------------- | --- | --- | --- | --- | --- | ---- | --- | --- | ---- | --- | --- | ------ |
| 1    | Fiat                 | 16  | 14  | 18  |     | 18  | (12) | 16  | 18  | 18   | 18  | (6) | 136    |
| 2    | Ford                 |     | 14  | 16  | 18  | 16  | 18   | 18  | 14  | (10) |     | 18  | 132    |
| 3    | Toyota               |     | 10  | 14  |     | 8   |      | 12  | 8   |      |     | 16  | 68     |
| 4    | Opel                 | 9   | 17  | 13  |     |     | 4    | 8   |     | 13   |     | 1   | 65     |
| 5    | Lancia               | 18  |     |     | 14  |     |      |     |     | 12   | 16  |     | 60     |
| 6    | Datsun               |     |     |     | 16  |     | 14   |     | 10  |      |     |     | 40     |
| 7    | Porsche              | 14  |     | 4   |     |     |      |     |     | 9    | 8   |     | 35     |
| 8    | Saab                 |     | 18  |     |     |     |      |     | 10  |      |     | 2   | 30     |
| 9    | Mitsubishi           |     |     |     | 12  | 3   |      |     | 13  |      |     |     | 28     |
| 10   | Chrysler             |     |     |     |     |     | 10   | 14  |     |      |     |     | 24     |
| 11   | Renault              |     |     |     |     |     | 7    |     |     | 11   |     |     | 18     |
| 12   | British Leyland Cars |     |     |     |     |     |      |     | 12  |      |     | 4   | 16     |
| 13   | Peugeot              |     |     |     | 6   |     |      |     |     |      | 9   |     | 15     |
| 14   | Seat                 | 14  |     |     |     |     |      |     |     |      |     |     | 14     |
| 15   | Citroën              |     |     |     |     |     | 13   |     |     |      |     |     | 13     |
| 16   | Alpine-Renault       | 10  |     |     |     |     |      |     |     |      |     |     | 10     |
| 16   | Mazda                |     |     |     |     | 10  |      |     |     |      |     |     | 10     |
| 18   | Volvo                |     | 8   |     |     |     |      |     |     |      |     |     | 8      |
| 19   | Škoda                |     |     |     |     |     |      | 7   |     |      |     |     | 7      |
| 19   | Alfa Romeo           |     |     |     |     |     |      |     |     | 7    |     |     | 7      |
| 21   | Lada                 |     | 4   |     |     |     |      |     |     |      |     |     | 4      |

### Copa FIA para pilotos[5]
*Nota: sobre fondo gris, pruebas solo puntuables para la Copa FIA. El resto formaban parte del Campeonato del Mundo y de la Copa FIA.
| N.º | Rally               | MON | FIN | SWE | POR | KEN | NZL | GRE | GDI | TSA | POL | FIN | SMC | CAN | TDA | ITA | SCR | ESP | FRA | GBR | RCM | Total   |
| 1.  | Sandro Munari       | 1   |     |     |     | 3   |     |     | Ret | 1   |     |     | 1   |     |     | Ret |     | Ret | Ret | 25  |     | 31      |
| 2.  | Björn Waldegård     |     |     |     | 2   | (1) |     | 1   |     |     |     | 3   |     |     |     | 5   |     |     |     | 1   |     | 30 (39) |
| 3.  | Bernard Darniche    | Ret |     |     |     |     |     |     |     |     | 1   |     |     |     | 1   |     |     |     | 1   |     |     | 27      |
| 4.  | Jean-Claude Andruet | 2   |     |     | 4   |     |     | Ret | Ret |     |     |     |     |     |     | 1   |     |     | Ret |     |     | 18      |
| 5.  | Timo Salonen        |     | Ret |     |     |     |     |     |     |     |     | 2   |     | 1   |     |     |     |     |     | Ret |     | 15      |
| 6.  | Ari Vatanen         |     | 1   |     | Ret | Ret | 2   | Ret |     |     |     | Ret |     | Ret |     | Ret |     |     |     | Ret |     | 15      |
| 7.  | Rauno Aaltonen      |     |     |     |     | 2   |     |     |     |     |     |     |     |     |     |     | 1   |     |     |     |     | 15      |
| 8.  | Markku Alén         | Ret |     | Ret | 1   |     | 3   | Ret |     |     |     | Ret |     | Ret |     |     |     |     |     | Ret |     | 13      |
| 9.  | Fulvio Bacchelli    | Ret |     |     | Ret |     | 1   | Ret | Ret |     |     |     |     |     |     | Ret |     |     | 3   |     |     | 13      |
| 10. | Andrew Cowan        |     |     |     |     | 4   |     |     |     | Ret |     |     |     |     |     |     |     |     |     | Ret | 1   | 12      |
| 11. | Kyösti Hämäläinen   |     | 5   | 5   |     |     |     |     |     |     |     | 1   |     |     |     |     |     |     |     | 6   |     | 12 (14) |
|     | Michèle Mouton      | 24  |     |     |     |     |     |     |     |     |     |     |     |     | 2   |     |     | 1   | 8   |     |     |         |
|     | Stig Blomqvist      |     |     | 1   |     |     |     |     |     |     |     | Ret |     |     |     |     | Ret |     |     | Ret |     |         |
|     | Vittorio Coggiola   |     |     |     |     |     |     |     | 1   |     |     |     |     |     |     |     |     |     |     |     |     |         |
|     | Roger Clark         |     |     |     | Ret | Ret |     | 2   |     | Ret |     |     |     | 3   |     |     |     |     |     | 4   |     |         |
|     | Antonio Zanini      | 3   |     |     |     |     |     |     |     |     | 2   |     |     |     |     |     |     | Ret |     |     |     |         |
|     | Harry Kallstrom     |     |     |     |     | Ret |     | 3   |     | Ret |     |     |     |     |     |     | 2   |     |     |     |     |         |
|     | Bror Danielsson     |     |     | 2   |     |     |     |     |     |     |     |     |     |     |     |     |     |     |     | 10  |     |         |
|     | Simo Lampinen       |     | Ret | 4   |     | Ret | 4   | 4   |     |     |     | Ret |     | 2   |     |     |     |     |     | 7   |     |         |
|     | Maurizio Verini     | Ret |     |     | 5   |     |     | Ret |     |     |     |     | 3   | Ret |     | 2   |     |     | 7   | Ret |     |         |
|     | Raffaele Pinto      | Ret |     |     |     |     |     |     |     |     |     |     |     |     |     | Ret |     |     | 2   |     |     |         |
|     | Hannu Mikkola       |     | 4   | Ret | Ret | Ret |     | Ret |     |     |     | Ret |     |     |     |     |     |     |     | 2   | Ret |         |
|     | Salvador Cañellas   | 4   |     |     |     |     |     |     |     |     | 7   |     |     |     |     |     |     | 2   |     |     |     |         |
|     | Tapio Rainio        |     | 2   |     |     |     |     |     |     |     |     | Ret |     |     |     |     |     |     |     |     |     |         |
|     | Mauro Pregliasco    |     |     |     |     |     |     |     |     |     |     |     | 2   |     |     | 4   |     |     |     |     |     |         |
|     | Giuseppe Bianco     |     |     |     |     |     |     |     | 2   |     |     |     |     |     |     |     |     |     |     |     |     |         |
|     | Roelof Fekken       |     |     |     |     |     |     |     |     | 2   |     |     |     |     |     |     |     |     |     |     |     |         |
|     | Joginder Singh      |     |     |     |     | 5   |     |     |     |     |     |     |     |     |     |     |     |     |     |     | 2   |         |
|     | Anders Kullang      |     |     | 3   |     |     |     |     |     |     |     |     |     |     |     |     |     |     |     | 15  |     |         |
|     | Ove Andersson       |     |     |     | 3   |     |     | Ret |     | Ret |     |     |     |     |     |     |     |     |     |     |     |         |
|     | Tony Fassina        |     |     |     |     |     |     |     |     |     |     |     | 5   |     |     | 3   |     |     |     |     |     |         |
|     | Russell Brookes     |     | Ret |     |     |     |     |     |     |     |     |     |     |     |     |     |     |     | Ret | 3   |     |         |
|     | Jari Vilkas         |     | 3   |     |     |     |     |     |     |     |     |     |     |     |     |     |     |     |     |     |     |         |
|     | Václav Blahna       | 12  |     |     |     |     |     |     |     |     | 3   |     |     |     |     |     |     |     |     |     |     |         |
|     | Hubert Striebig     |     |     |     |     |     |     |     |     |     |     |     |     |     | 3   |     |     |     |     |     |     |         |
|     | Jean-Louis Dumont   |     |     |     |     |     |     |     |     |     |     |     |     |     |     |     |     | 3   |     |     |     |         |
|     | Carlo Pietromarchi  |     |     |     |     |     |     |     | 3   |     |     |     |     |     |     |     |     |     |     |     |     |         |
|     | Jannie Kuun         |     |     |     |     |     |     |     |     | 3   |     |     |     |     |     |     |     |     |     |     |     |         |
|     | Bob Watson          |     |     |     |     |     |     |     |     |     |     |     |     |     |     |     | 3   |     |     |     |     |         |
|     | Jean Guichet        |     |     |     |     | Ret |     |     |     |     |     |     |     |     |     |     |     |     |     |     | 3   |         |

- Referencias[6]

### Vencedores de las pruebas
| Rally                  | Piloto              |
| ---------------------- | ------------------- |
| Rally de Montecarlo    | Sandro Munari       |
| Rally de Suecia        | Stig Blomqvist      |
| Rally de Portugal      | Markku Alén         |
| Rally Safari           | Bjorn Waldegard     |
| Rally de Nueva Zelanda | Fulvio Bachelli     |
| Rally Acrópolis        | Bjorn Waldegard     |
| Rally de Finlandia     | Kyosti Hamalainen   |
| Rally de Quebec        | Timo Salonen        |
| Rally de San Remo      | Jean Claude Andruet |
| Rally de Córcega       | Bernard Darniche    |
| Rally de Gran Bretaña  | Bjorn Waldegard     |